# Mesochorus albifacies
Mesochorus albifacies là một loài tò vò trong họ Ichneumonidae.